# Ana Clara Guerra Marques
Ana Clara Guerra Marques é uma bailarina, coreógrafa angolana, uma das pioneiras da dança contemporânea africana.

## História Artística
Foi Directora da Escola de Dança do Ministério da Cultura de Angola entre 1978 e 1999. Em 1991 funda a primeira Companhia de Dança profissional em Angola, a Companhia de Dança Contemporânea de Angola.
Dentre as suas obras, com as quais introduz novas formas e conceitos de espectáculo,[carece de fontes?] figuram Corpusnágua; Solidão; 1 Morto & os Vivos e 5 Estátuas para Masongi, para as quais trabalha em conjunto com alguns dos mais reconhecidos escritores, pintores e escultores angolanos, entre os quais Manuel Rui Monteiro, Pepetela, F. Ningi, J. Gumbe, Van-Dúnem e A. Ole.

## Obras
A crítica social é outra das opções desta coreógrafa angolana que perspectiva a dança como um poderoso instrumento de intervenção. Em Mea Culpa; Palmas, Por Favor!; Neste País...; Agora não dá! ‘Tou a Bumbar... e Os Quadros do Verso Vetusto, esta coreógrafa assume a sua irreverência e crítica social.
Numa diversificação das linguagens da dança, baseia-se num trabalho pessoal de estudo e pesquisa sobre danças tradicionais e populares de Angola, assim como da estatuária, utilizando os elementos recolhidos para a criação de uma linguagem própria e contemporânea para a dança angolana, que experimenta em obras como A Propósito de Lueji; Imagem & Movimento ou Uma frase qualquer... & Outras (frases).
São de sua autoria as seguintes obras:
- A propósito de Lueji (1991)
- Mea culpa (1992)
- Imagem & movimento (1993)
- Palmas, por favor! (1994)
- Neste país (1996)
- Uma frase qualquer...e outras (frases) (1997)
- Agora não dá! ‘tou a bumbar ...  (1998)
- Os quadros do verso vetusto (1999)
- Peças para uma sombra iniciada e outros rituais mais ou menos (2009)
- O Homem que chorava sumo de Tomates (2011)
- Solos para um Dó Maior (2014)

E as seguintes intervenções coreográficas em eventos culturais:
- Corpusnágua (1992 / Cerimónia de atribuição do “prémio ENSA” de pintura)
- Solidão (1992 / Inauguração da exposição do pintor Zan de Andrade)
- 1 morto e os vivos (1992 / Lançamento do livro do escritor Manuel Rui Monteiro)
- 5 estátuas para Masongi (1993 / Inauguração da exposição do escultor Masongi Afonso)
- Intervenção coreográfica (1994 / Lançamento do livro “os címbalos dos mudos”, do escritor Frederico Ningi)
- Intervenção coreográfica (1995 / Inauguração da exposição “introversão versus extroversão”, do pintor Francisco    Van-Dúnen)
- Oratura… Dos Ogros… E do Fantástico (2008 / Exposição do pintor Mário Tendinha)

Ana Clara Guerra Marques teve à sua responsabilidade a coordenação coreográfica dos espectáculos de abertura e encerramento do Taça Africana das Nações Orange (CAN-Angola) em 2010.
Foi a coreógrafa e Directora Artística dos espectáculos de abertura e encerramento do Festival Nacional de Cultura e Artes FENACULT 2014 
Ana Clara Guerra Marques é Mestre em Performance Artística – Dança e Licenciada em Dança - Pedagogia; é membro individual do CID (Centro Internacional da Dança) da UNESCO. É a única investigadora a trabalhar sobre as danças de máscaras do povo Cokwe de Angola.
Para além da introdução da dança contemporânea em Angola, a ela se deve a introdução da dança inclusiva neste país com as peças das temporadas de 2009 e 2011 da CDC Angola.

## Prêmios
Em 1995 recebe o prémio "Identidade" e em 2006 são-lhe atribuídos o "Diploma de Honra do Ministério da Cultura" e o "Prémio Nacional de Cultura e Artes" na categoria Dança, pela sua contribuição nos campos do ensino, criação artística, investigação e cultura do seu país. Em 2011 recebe o    "Diploma de Honra da União Nacional dos Artistas e Compositores Angolanos (UNAC), na categoria de “Pilar da Dança”.